# Aeroporto Internacional Indira Gandhi
O Aeroporto Internacional Indira Gandhi, localizado na cidade de Déli, Índia, é uma das principais vias de acesso domésticos e internacionais da Índia. O aeroporto foi denominado em homenagem à ex-primeira-ministra Indira Gandhi, a filha de Jawaharlal Nehru.

## Estrutura
Inicialmente chamado Aeroporto de Palam, foi renomeado Aeroporto Internacional Indira Gandhi depois da inauguração de um novo terminal internacional (Terminal 2) o 2 de maio de 1986. O que foi o Aeroporto de Palam, na atualidade é conhecido como Terminal 1, é utilizado em forma exclusiva para operações domésticas.
A capacidade do Terminal 1 está estimada em 7,15 milhões de passageiros por ano. No entanto, a realidade é que durante o período 2005/2006 registou cerca de 10,4 milhões de passageiros. Incluindo o terminal internacional (Terminal 2) o aeroporto tem uma capacidade total de 12,5 milhões, mas o tráfico de passageiros para o mesmo período foi de 16,2 milhões. Conta com um serviço de transporte gratuito entre os terminais.

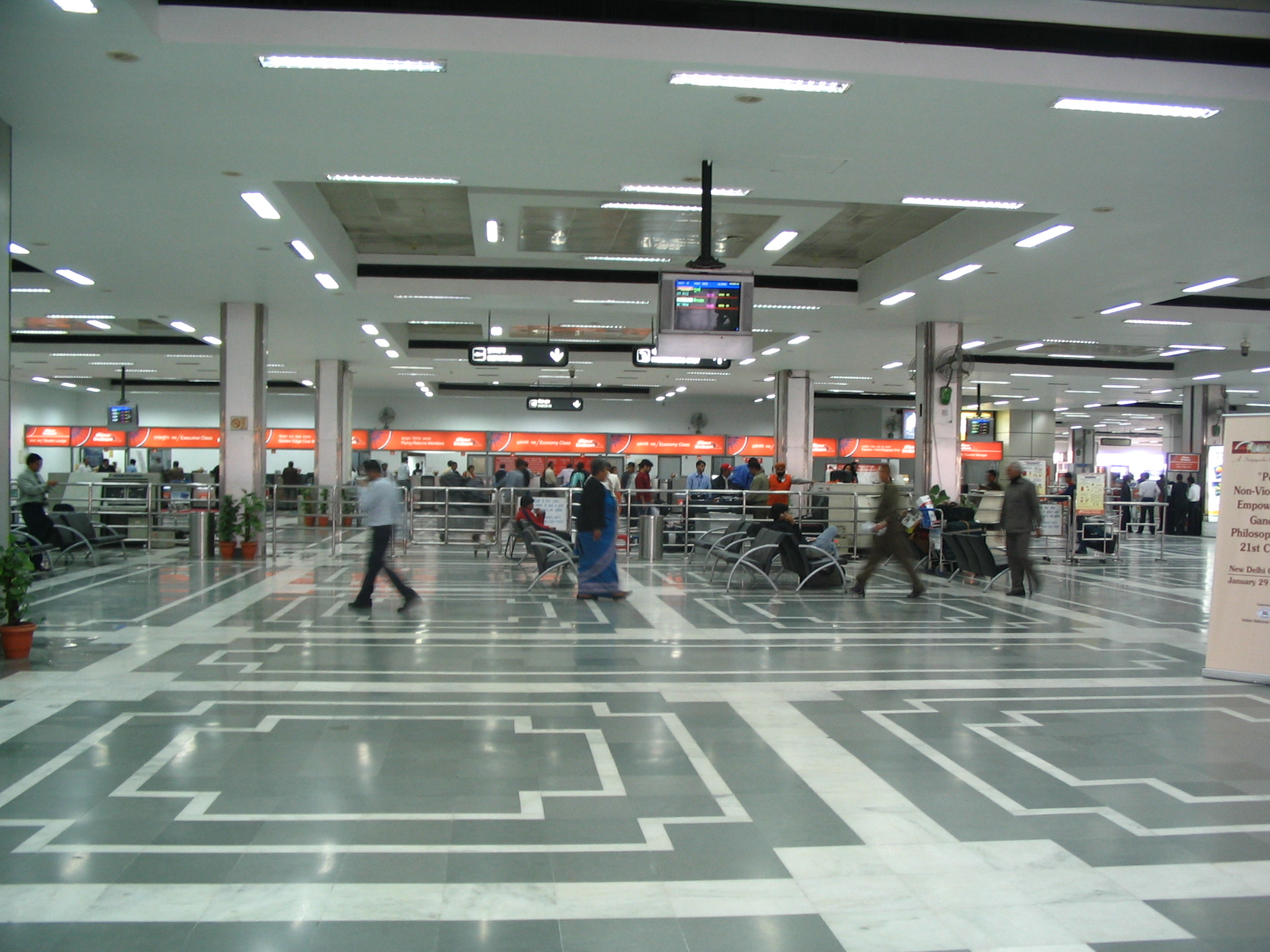
Área para o check-in do Terminal 1A de partidas domésticas

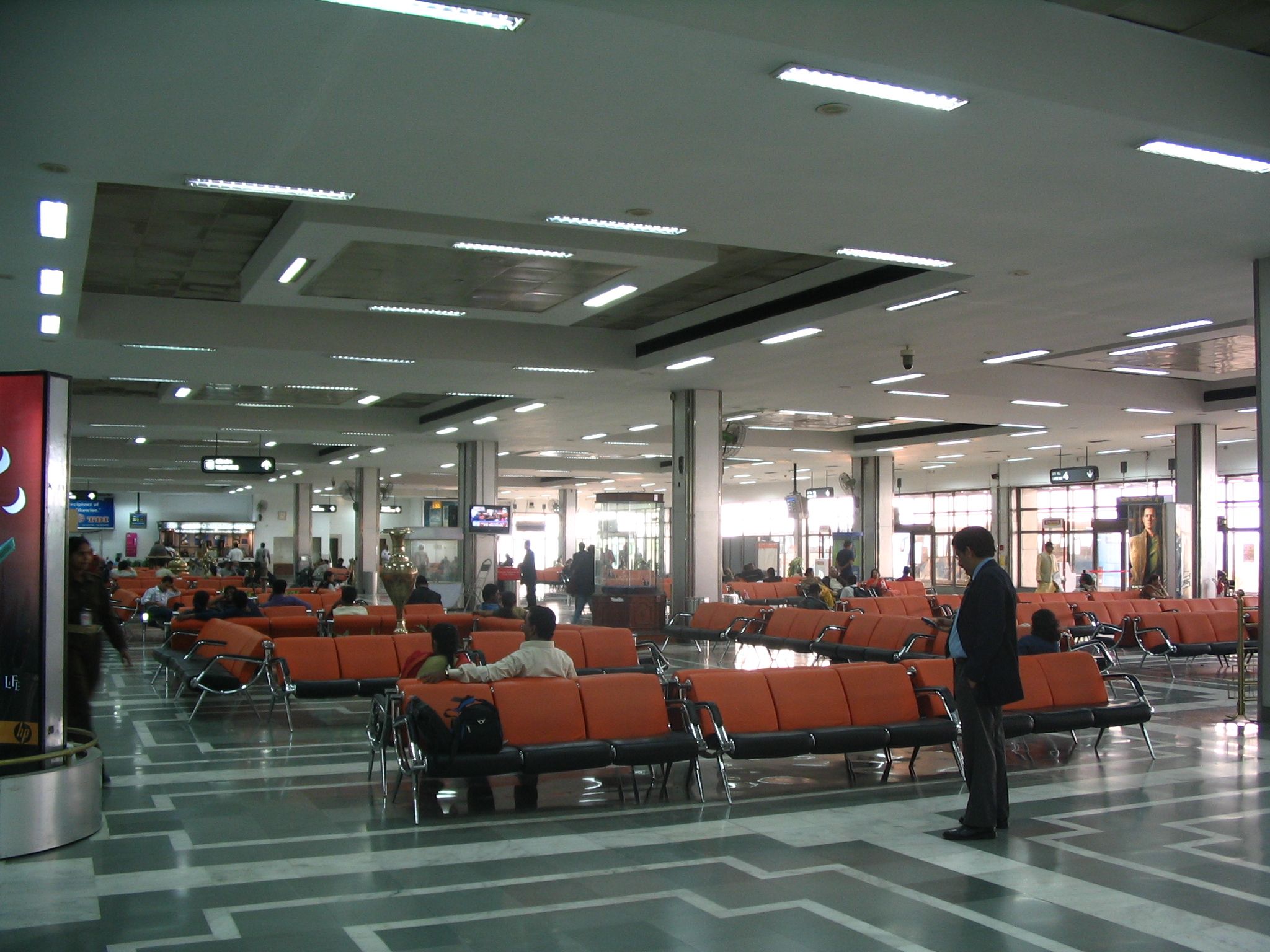
Área de segurança do Terminal 1A de partidas domésticas

O aeroporto tem três pistas não paralelas: as pistas principais 11/29	(4 430 m) e 10/28 (3 810 m) e uma pista auxiliar 09/27 (2 813 m). A pista 28 é uma das poucas em Ásia e a única na Índia equipada com um Sistema de pouso por instrumentos CAT III-B.
Durante o inverno de 2005 o aeroporto registou um número recorde de interrupção de operações por causa de nevoeiro/smog. Por essa razão, algumas companhias domésticas treinaram a seus pilotos para operar baixo as condições CAT-II com uma visibilidade mínima de 350 m. Em 31 de março de 2006, o aeroporto converteu-se no primeiro aeroporto da Índia a operar duas pistas em forma simultânea, depois de um teste que envolveu uma aeronave de SpiceJet aterrizando e outra de Jet Airways decolando.
Devido ao fato de que a Base Hindon da Força Aérea da Índia se encontra na rota de voo do Aeroporto Internacional Indira Gandhi, é necessário que as aeronaves civis realizem um giro para evitar o sobrevoo da instalação militar. Em anos anteriores a Força Aérea da Índia costumava fechar o Aeroporto Internacional Indira Gandhi para utilizá-lo durante as celebrações anuais desta. Desde o 2006 tais atividades serão realizadas na Base Hindon da Força Aérea, para reduzir a interrupção do tráfico aéreo civil do aeroporto. Isto talvez seja uma consequência da privatização do aeroporto levada adiante a princípios de 2006.

## Modernização
Devido ao pronunciado aumento registado no tráfico aéreo durante os anos 2004 e 2005, de aproximadamente 24% por ano, a modernização dos aeroportos de Nova Delhi e Bombaim (entre ambos responsáveis de 50% do tráfico aéreo da Índia) mostrou-se necessária para aliviar o crescente congestionamento do tráfico aéreo. O governo da Índia tomou a decisão de modernizar estes aeroportos mediante um chamado a licitação internacional.
Depois de um longo e controvertido procedimento, sobre-los com as ofertas foram abertas pelo governo e para o caso do Aeroporto Internacional Indira Gandhi resultou favorecido o consórcio formado por GMR Industries e Fraport, operador do Aeroporto Internacional de Frankfurt. De acordo ao contrato, os aeroportos serão outorgados em concessão aos consórcios privados, os quais terão um 74% de participação acionária no aeroporto enquanto a Autoridade Aeroportuária da Índia (AAI) reterá o restante 26%. Esta concessão será por um termo de 30 anos com possibilidade de extensão. O aeroporto estará pronto para os Jogos da Comunidade Britânica do 2010.
Também houve uma greve organizada pelos trabalhadores da Autoridade Aeroportuária da Índia em protesto pela "privatização" destes aeroportos, o qual afetou levemente o tráfico aéreo doméstico. Finalmente o Ministro de Aviação Civil, Praful Patel, de acordo à decisão do Premiê Manmohan Singh, garantiu aos trabalhadores de que a nova administração absorveria um 60% do pessoal e o resto, será retido pela própria Autoridade Aeroportuária da Índia. Reliance Capital, o qual foi um dos que participaram da licitação e apresentou seu reclame ante a Corte Suprema, mas o veredito foi em favor de GMR-Fraport.
O processo de modernização começou com os consórcios tendo depositado as garantias a um valor de 5 bilhões de rupias a cada um. No entanto, o aeroporto terá um terminal interino que estará pronto em 2008 para manejar o tráfico de passageiros em forma provisória até que o terceiro terminal seja concluído em 2010. O terminal provisório será utilizado exclusivamente para as linhas aéreas de baixo custo. A capacidade do aeroporto aumentará de 15 para 37 milhões de passageiros por ano. O terceiro novo terminal é um terminal integrado, provendo serviços para os voos domésticos e internacionais. O novo terminal será um edifício de dois andares, a pista baixa será para os desembarques e a pista alta para as partidas. Será conectada com o Metrô de Delhi e uma auto-estrada de seis pistas. O aeroporto terá 65 pontes de embarque, 90% do tráfego do aeroporto fará uso dos mesmos, também contará com 130 mostradores para o check-in, 21 mostradores para o check-in automático, 72 postos de imigração para os passageiros internacionais, 15 áreas para exame de raio X para os passageiros internacionais, 4 esteiras transportadoras largas, e duas esteiras transportadoras comuns para os passageiros internacionais. O novo terminal eventualmente passará a ser doméstico. Serão construídos outros dois terminais, aos quais serão transferidos totos os voos internacionais. Quando se complete esta etapa, o novo Aeroporto Internacional Indira Gandhi terá a forma de uma letra "U". Terá 4 pistas, das quais a primeira estará finalizada em 2008, sendo a pista mais longa de Ásia com 4.430 m e mais de 500 mostradores para o check-in, e mais de 200 pontes de embarque.
O atual terminal internacional continuará em serviço e também receberá uma série de importantes modificações. Antecipadamente, o exterior do terminal doméstico foi repintado, e as mudanças atualmente estão mais visíveis. Quase todos os banheiros foram completamente reformados, tanto no terminal doméstico como no internacional, este último conta com duas novas salas de estar para os passageiros de classe executiva e primeira classe. Também há uma sala para passageiros de classe econômica. As mercadorias livres de impostos tais como Gucci, Armani, entre muitos outros, bem como empresas indianas, terão seu lugar no aeroporto em 2007. Um novo sistema de manejo de bagagens foi incorporado, com novas esteiras transportadoras para a bagagem.

## Incidentes e acidentes
- 25 de janeiro de 1970: um Fokker F27-200 (9N-AAR) de Royal Nepal Airlines vindo de de Katmandu, em sua aproximação durante uma tormenta, sofreu turbulências e perdeu altura bruscamente quando se preparava para aterrizar no Aeroporto de Palam. O piloto não pôde controlar e a aeronave ultrapassou o limite da pista. Dos 18 passageiros e 5 tripulantes, só um membro da tripulação faleceu.

## Linhas aéreas
O Aeroporto Indira Gandhi é o hub para várias linhas aéreas indianas, incluindo Air Sahara, Indian Airlines, SpiceJet, Alliance Air e IndiGo Airlines. Air India e Jet Airways, também contam com outro centro de conexão no Aeroporto Chhatrapati Shivaji de Bombaim. O aeroporto também é a base principal para várias linhas aéreas indianas, entre as que se incluem Kingfisher Airlines, Go Air, Air Deccan e Air Sahara.